# Port lotniczy Camiri
Port lotniczy Camiri – port lotniczy zlokalizowany w boliwijskim mieście Camiri.